# Le Miracle (court métrage)
Pour les articles homonymes, voir Le Miracle.
Le Miracle est un téléfilm sud-coréen de court métrage diffusé sur la SBS le 29 décembre 2013 et sur le SBS Gayo Daejeon.
Ce film d'une durée de 16 minutes, qui parodie la série télévisée Master's Sun et The Heirs, met en vedette Lee Taemin et Bang Minah.

## Synopsis
Kim Tan (Lee Taemin), Cha Eun-sang (Bang Minah), Joo-won Joong (Jang Wooyoung), et Tae Gong-SHIL (Son Na-eun) recruter l'aide de Kim Hyung célèbre compositeur-suk, ainsi que Yoon Chan-young (Kang Min Hyuk) et Lee Bo-na (Krystal Jung) pour former le "You Make Miracle-2013 projet Amitié ".

## Distribution

### Acteurs principaux
- Lee Taemin : Kim Tan
- Bang Minah : Cha Eun-sang
- Jang Wooyoung : Joo Jong-won
- Son Na-eun : Tae Gong-shil

### Acteurs secondaires
- Seo In-guk : Kang Woo
- Krystal Jung : Lee Bo-na
- Kang Min Hyuk : Yoon Chan-young
- K.Will : Choi Young-do

## Diffusion
- SBS (2013)